# Arnim Henglein
Arnim Henglein (* 23. Mai 1926 in Köln; † 5. Januar 2012) war ein deutscher Chemiker, der sich insbesondere mit Arbeiten zur Radiochemie und physikalischen Chemie befasste.

## Leben
Arnim Henglein, Sohn des Chemikers Friedrich August Henglein, studierte nach dem Schulbesuch Chemie und wurde 1951 bei Heinz Ewald an der Universität Mainz mit der Arbeit Massenspektrographische Bestimmungen der Massen von 23Na, 41K, 39K und Untersuchungen über die Dissoziation von Ionen promoviert.  Nach der Habilitation wurde er als Professor an die Technische Universität Berlin berufen. Später nahm er den Ruf auf eine Professur für physikalische Chemie am Hahn-Meitner-Institut für Kernforschung in Berlin an und lehrte dort bis zu seiner Emeritierung. Daneben hielt er Gastvorlesungen an der International School of Physics Enrico Fermi. 
Neben seiner Lehrtätigkeit verfasste er einige Fachbücher zur Radiochemie und physikalischen Chemie.

## Publikationen (Auswahl)
Zu seinen wichtigsten Veröffentlichungen gehören:
- Die Kombination von freien makromolekularen Radikalen, die durch Ultraschallabbau von Polymethacrylsäuremethylester und von Polystyrol gebildet werden. In: Die Makromolekulare Chemie, März 1956, S. 37–47
- Die Oberflächen-Pfropfung von Polyvinylpyrrolidon mit Acrylnitril unter dem Einfluß von Co-60-Gamma-Strahlen, und die Quellungseigenschaften der gebildeten Produkte. In: Die Makromolekulare Chemie, 1958, S. 119–133, Mitautor Wolfram Schnabel
- Die Polymerisation und Pfropf-Mischpolymerisation des Acroleins unter dem Einfluß von Co - 60 - Gamma - Strahlen. Polymere Acroleine. 14. Mitteilung. In: Die Makromolekulare Chemie, 1959, S. 181–191, Mitautoren Wolfram Schnabel und Rolf C. Schulz
- Crosslinking of Polymers in Solution under the Influence of Gamma Radiation. In: The Journal of Physical Chemistry, 1959, S. 1852–1858
- Kinematics of ion-molecule reactions, 1968
- Einführung in die Strahlenchemie mit praktischen Anleitungen, Mitautor Wolfram Schnabel, 1969
- Elastic and reactive scattering of ions on molecules, 1971
- Pulse radiolysis and polarography, a review, 1974
- Detection of the intermediates of colloidal TiO2-catalysed photoreactions. In: Faraday Discussions of the Chemical Society, 1984, 78, S. 151–163, Mitautoren Detlef Bahnemann und Lubomir Spanhel
- Kernreaktionen in kollabierenden Kavitationsblasen?. In: Nachrichten aus der Chemie, Juni 2002, S. 706–707